# Ø
Der Buchstabe Ø (Kleinbuchstabe ø) kommt im Dänischen, Norwegischen, Färöischen, Südsamischen, Altschwedischen sowie dem Altisländischen vor. Der Buchstabe und seine Aussprache entsprechen dem Ö im Deutschen, Schwedischen und Isländischen. Ø kann als Ö (z. B. ins Deutsche oder Schwedische), Œ (z. B. ins Französische) oder OE (z. B. ins Englische) transkribiert werden.

## Alphabetische Sortierung
Im Dänischen, Norwegischen und Färöischen wird das Ø am Ende des Alphabets hinter dem Z (auf Färöisch Ý) alphabetisch einsortiert, wobei das dänische und das norwegische Alphabet auf Æ, Ø, Å enden. Das färöische Alphabet endet auf Æ, Ø. Im Finnischen, Isländischen und Schwedischen wird das "Ø" unter "Ö" einsortiert, international unter "O".

## Verwendung als Ersatzzeichen
Das große Ø wird gelegentlich anstatt der ähnlich aussehenden Zeichen für Durchmesser bzw. Durchschnitt (arithmetisches Mittel) und Leere Menge (∅) verwendet. Für das Durchmesserzeichen ist diese Verwendung in der DIN 5008:2020-03 ausdrücklich als „ersatzweise“ anwendbar genannt. Dies ist jedoch typografisch falsch und vermeidbar. Lösungsmöglichkeit ist neben Ausschreiben der gemeinten Beschreibung die Verwendung des jeweils vorgesehenen Zeichens.

## Buchstabieren
Laut DIN 5009 ist beim Buchstabieren der Buchstabe mit dem speziellen Ansagewort schräggestrichen gefolgt von dem Ansagewort für O laut der verwendeten Buchstabiertafel anzusagen, also schräggestrichen Offenbach bzw. schräggestrichen Oscar.

## Darstellung auf Computersystemen
Im ASCII-Zeichensatz sind die beiden Zeichen Ø und ø nicht enthalten, weshalb viele ältere Computersysteme sie nicht darstellen konnten. Dieses Problem wurde 1986 mit der ASCII-Erweiterung ISO 8859-1 (auch als Latin-1 bekannt) für deren Anwendungsbereich behoben. Fast alle modernen Computer verwenden den Unicode-Standard und können so die Zeichen sprachunabhängig problemlos verarbeiten und darstellen.
| Standard/System                                     | Standard/System                                     | Majuskel (Ø)                            | Minuskel (ø)                       |
| --------------------------------------------------- | --------------------------------------------------- | --------------------------------------- | ---------------------------------- |
| Zeichenkodierung                                    |                                                     |                                         |                                    |
| Unicode                                             | Codepoint                                           | U+00D8                                  | U+00F8                             |
| Unicode                                             | Name                                                | LATIN CAPITAL LETTER O WITH STROKE      | LATIN SMALL LETTER O WITH STROKE   |
| UTF-8                                               | UTF-8                                               | C3 98                                   | C3 B8                              |
| ISO 8859-1                                          | ISO 8859-1                                          | D8hex                                   | F8hex                              |
| HTML-Entität                                        | HTML-Entität                                        | &Oslash;                                | &oslash;                           |
| XML/XHTML                                           | dezimal                                             | &#216;                                  | &#248;                             |
| XML/XHTML                                           | hexadezimal                                         | &#x00D8;                                | &#x00F8;                           |
| TeX/LaTeX                                           | Textmodus                                           | \O                                      | \o                                 |
| TeX/LaTeX                                           | Mathem. Modus                                       | \O                                      | \o                                 |
| Eingabemethoden 1                                   |                                                     |                                         |                                    |
| Deutsche Standard- Tastaturbelegungen               | E1                                                  | – O                                     | – o                                |
| Deutsche Standard- Tastaturbelegungen               | T2                                                  | – O                                     | – o                                |
| Windows                                             | CP850 (TUI)                                         | Alt+157 2                               | Alt+15 2                           |
| Windows                                             | CP1252 (GUI)                                        | Alt+0216 2                              | Alt+0248 2                         |
| Macintosh (Deutschland)                             | Macintosh (Deutschland)                             | alt/⌥+⇧Shift+O                          | alt/⌥+O                            |
| Linux (Deutschland) (mit neueren Versionen von X11) | Linux (Deutschland) (mit neueren Versionen von X11) | Alt Gr+⇧Shift+O oder Compose, ⇧Shift+7O | Alt Gr+O oder Compose, ⇧Shift+7, O |
| Neo                                                 | Neo                                                 | Mod3+*, ⇧Shift+O 4                      | Mod3+*, O 4                        |
| Apache-OpenOffice-Varianten                         | Apache-OpenOffice-Varianten                         | –                                       | —                                  |
| Microsoft Word                                      | Tastenkombination                                   | Strg+⇧Shift+7, ⇧Shift+O                 | Strg+⇧Shift+7, O                   |
| Microsoft Word                                      | Unicodeeingabe                                      | D, 8, Alt+C                             | F, 8, Alt+C                        |
| Vim                                                 | Digraph 3                                           | Strg+K, ⇧Shift+70                       | Strg+K, ⇧Shift+7, O                |
| Vim                                                 | Unicodeeingabe                                      | Strg+V, U, 0, 0, D, 8                   | Strg+V, U, 0, 0, F, 8              |
| Apple iOS                                           | Apple iOS                                           | O lange drücken                         | o lange drücken                    |
| Android                                             | Android                                             | O lange drücken                         | o lange drücken                    |

| Zeichen | Unicode Codepunkt verlinkt auf den Unicodeblock | Bezeichnung/Beschreibung         | Dezimal- code | HTML- Entität  | LaTeX       | Tastatureingabe mit Belegung E1 |
| ------- | ----------------------------------------------- | -------------------------------- | ------------- | -------------- | ----------- | ------------------------------- |
| Ø       | U+00D8 latin capital letter o with stroke       | Skandinavischer Großbuchstabe Ø  | 0216          | &Oslash;       | \O          | – O                             |
| ø       | U+00F8 latin small letter o with stroke         | Skandinavischer Kleinbuchstabe ø | 0248          | &oslash;       | \o          | – o                             |
| ⌀       | U+2300 diameter sign                            | Durchmesserzeichen               | 8960          |                | \diameter   | – 7                             |
| ∅       | U+2205 empty set                                | Zeichen für Leere Menge          | 8709          | &empty;        | \varnothing | – =                             |
| ⊘       | U+2298 circled division slash                   | Eingekreister Geteiltstrich      | 8856          | &osol; (HTML5) | \oslash     |                                 |

## Anekdotisches
Als Marketinggag wird das Ø manchmal in deutschen Texten eingesetzt.